# Haminoea vesicula
Haminoea vesicula is een slakkensoort uit de familie van de Haminoeidae. De wetenschappelijke naam van de soort is voor het eerst geldig gepubliceerd in 1855 door Gould.